# Martin Hoffmann
Martin Hoffmann (n. 22 martie 1955, Gommern, Saxonia-Anhalt, Germania) este un fotbalist ce a reprezentat Republica Democrată Germană, medaliat olimpic. A participat la o ediție a Jocurilor Olimpice (1976) în care a câștigat o medalie de aur.